# The Lambs
The Lambs, Inc., (conocido como The Lamb's Club)  es el edificio histórico de un club social ubicado en Nueva York, Nueva York. El Lamb's Club se encuentra inscrito  en el Registro Nacional de Lugares Históricos desde el 3 de junio de 1982. El club social es dedicado para actores, guionista, y es considerado como uno de  las organizaciones teatrales más antiguas de los Estados Unidos.

## Ubicación
El Lamb's Club se encuentra dentro del condado de Nueva York en las coordenadas 40°45′23″N 73°59′07″O / 40.756389, -73.985278.